# 신양중학교 (서울)
신양중학교(新陽中學校)는 대한민국 서울특별시 광진구 자양동에 있는 공립 중학교이다.

## 학교 연혁
- 1984년 1월 9일 : 신양중학교 설립 인가
- 1984년 3월 1일 : 초대 최석자 교장 취임
- 1984년 3월 5일 : 제1회 입학식(남 9, 여 5학급)
- 1984년 5월 9일 : 개교식
- 1984년 10월 8일 : 교실 20실, 창고 1동 신축
- 2003년 12월 24일: 환경교육 우수학교 표창(교육감)
- 2004년 12월 27일: 학교경영 우수학교 표창(교육감)
- 2005년 12월 31일: 과학교육 우수학교 표창(교육감)
- 2013년 9월 2일 : 학생식당 신축 및 개관
- 2013년 12월 31일:100대 교육과정 우수학교 표창(교육감) /독서교육 우수학교 표창(교육감) /진로교육 우수학교 표창(교육감)
- 2014년 2월 28일:2013학년도 학교평가 우수학교 표창(교육감)
- 2014년 12월 31일: 제 12회 전국 100대 교육과정 우수학교(교육부장관) /학생자치활동  우수학교(교육감) /우수독서교사동아리 표창(교육감)
- 2015년 12월 31일: 자유학기제 운영 우수학교 표창(교육감) /인성교육 혁신 우수학교 표창(교육장) /교육복지특별지원사업 운영 혁신 우수학교 표창(교육장)
- 2016년 12월 31일: 생활교육 우수학교 표창(교육장) /기록물 관리 최우수학교 표창(서울특별시장)
- 2018년 12월 8일: 에너지 수호천사단 우수학교 표창(서울특별시장)
- 2018년 12월 27일:인성교육 우수학교 표창(교육장)
- 2018년 12월 27일: 인성교육 우수학교 표창(교육장)
- 2020년 9월 1일 : 제14대 김환 교장 취임
- 2020년 12월 31일: 학교예술교육활성화 유공기관 표창(교육감) /교육과정운영(자유학년제 운영) /우수학교 표창(교육장)
- 2021년 12월 31일: 위클래스 운영 및 학생상담 우수학교 표창(교육장)
- 2022년 12월 31일:  진로교육 우수학교 표창(교육장)
- 2023년 1월 2일 : 제37회 졸업식(졸업생 108명) 누계 14,364명
- 2023년 3월 2일 : 제40회 입학식(입학생 101명)
- 2023년 9월 1일: 제 15대 송병근 교장선생님 취임
- 2023년 12월 28일: 기초학력 책임지도 우수학교 표창(교육감)
- 2024년 1월 5일: 제 38회 졸업식(졸업생95명),누계 14,459명
- 2024년 3월 4일: 제 41회 입학식(입학생 93명)

## 참고 자료
- 신양중학교 - 한국교육학술정보원 학교알리미